# Skiff féminin aux Jeux olympiques d'été de 2012
Navigation
Pékin 2008 Rio de Janeiro 2016
L'épreuve féminine de skiff des Jeux olympiques d'été 2012 de Londres se déroule sur le Dorney Lake du 28 juillet au 4 août 2012.

## Horaires
Les temps sont donnés en Western European Summer Time (UTC+1)
| Date                     | Temps   | Série           |
| ------------------------ | ------- | --------------- |
| Samedi 28 juillet 2012   | 13 h 30 | Qualifications  |
| Dimanche 29 juillet 2012 | 10 h 20 | Repêchages      |
| Mardi 31 juillet 2012    | 11 h 40 | Quart de finale |
| Jeudi 2 août 2012        | 9 h 30  | Demi-finale C/D |
| Jeudi 2 août 2012        | 11 h 10 | Demi-finale A/B |
| Samedi 4 août 2012       | 9 h 30  | Finale E        |
| Samedi 4 août 2012       | 9 h 50  | Finale D        |
| Samedi 4 août 2012       | 10 h 20 | Finale C        |
| Samedi 4 août 2012       | 11 h 00 | Finale B        |
| Samedi 4 août 2012       | 12 h 30 | Finale A        |

## Médaillés
| Or                 | Argent            | Bronze   |
| Miroslava Knapková | Fie Udby Erichsen | Kim Crow |

## Résultats

### Qualifications

#### Qualifications 1
| Classement | Rameuse            | Pays             | Temps         | Notes |
| ---------- | ------------------ | ---------------- | ------------- | ----- |
| 1          | Emma Twigg         | Nouvelle-Zélande | 7 min 40 s 24 | Q     |
| 2          | Donata Vištartaitė | Lituanie         | 7 min 43 s 07 | Q     |
| 3          | Sanita Puspure     | Irlande          | 7 min 49 s 35 | Q     |
| 4          | Kissya da Costa    | Brésil           | 8 min 07 s 75 | Q     |
| 5          | Lucia Palermo      | Argentine        | 8 min 07 s 89 | R     |
| 6          | Soulmaz Abbasi     | Iran             | 8 min 17 s 46 | R     |

#### Qualifications 2
| Classement | Rameuse              | Pays         | Temps         | Notes |
| ---------- | -------------------- | ------------ | ------------- | ----- |
| 1          | Kim Crow             | Australie    | 7 min 41 s 18 | Q     |
| 2          | Nataliya Mustafayeva | Azerbaïdjan  | 7 min 46 s 01 | Q     |
| 3          | Micheen Thornycroft  | Zimbabwe     | 7 min 47 s 10 | Q     |
| 4          | Yariulvis Cobas      | Cuba         | 7 min 48 s 58 | Q     |
| 5          | Camila Vargas Palomo | Salvador     | 8 min 01 s 60 | R     |
| 6          | Kim Ye-Ji            | Corée du Sud | 8 min 04 s 68 | R     |

#### Qualifications 3
| Classement | Rameuse                        | Pays               | Temps         | Notes |
| ---------- | ------------------------------ | ------------------ | ------------- | ----- |
| 1          | Miroslava Knapková             | République tchèque | 7 min 24 s 17 | Q     |
| 2          | Fie Udby Erichsen              | Danemark           | 7 min 29 s 37 | Q     |
| 3          | Marie-Louise Dräger            | Allemagne          | 7 min 44 s 23 | Q     |
| 4          | Phuttharaksa Neegree Rodenburg | Thaïlande          | 7 min 52 s 62 | Q     |
| 5          | Svetlana Germanovich           | Kazakhstan         | 8 min 01 s 94 | R     |
| 6          | Racha Soula                    | Tunisie            | 8 min 19 s 31 | R     |

#### Qualifications 4
| Classement | Rameuse                    | Pays     | Temps         | Notes |
| ---------- | -------------------------- | -------- | ------------- | ----- |
| 1          | Zhang Xiuyun               | Chine    | 7 min 21 s 49 | Q     |
| 2          | Frida Svensson             | Suède    | 7 min 32 s 61 | Q     |
| 3          | Gabriela Mosqueira Benitez | Paraguay | 7 min 52 s 07 | Q     |
| 4          | Haruna Sakakibara          | Japon    | 7 min 52 s 98 | Q     |
| 5          | Shwe Zin Latt              | Birmanie | 8 min 10 s 15 | R     |

#### Qualifications 5
| Classement | Rameuse                | Pays        | Temps         | Notes |
| ---------- | ---------------------- | ----------- | ------------- | ----- |
| 1          | Ekaterina Karsten      | Biélorussie | 7 min 30 s 31 | Q     |
| 2          | Yuliya Levina          | Russie      | 7 min 32 s 06 | Q     |
| 3          | Genevra Stone          | États-Unis  | 7 min 33 s 68 | Q     |
| 4          | Debora Oakley Gonzalez | Mexique     | 8 min 00 s 17 | Q     |
| 5          | Amina Rouba            | Algérie     | 8 min 15 s 94 | R     |

### Repêchages

#### Repêchages 1
| Classement | Rameuse              | Pays         | Temps         | Notes |
| ---------- | -------------------- | ------------ | ------------- | ----- |
| 1          | Kim Ye-Ji            | Corée du Sud | 7 min 50 s 64 | Q     |
| 2          | Lucia Palermo        | Argentine    | 7 min 52 s 49 | Q     |
| 3          | Svetlana Germanovich | Kazakhstan   | 7 min 53 s 63 |       |
| 4          | Amina Rouba          | Algérie      | 8 min 12 s 83 |       |

#### Repêchages 2
| Classement | Rameuse              | Pays     | Temps         | Notes |
| ---------- | -------------------- | -------- | ------------- | ----- |
| 1          | Camila Vargas Palomo | Salvador | 7 min 53 s 38 | Q     |
| 2          | Soulmaz Abbasi       | Iran     | 8 min 05 s 99 | Q     |
| 3          | Shwe Zin Latt        | Birmanie | 8 min 09 s 59 |       |
| 4          | Racha Soula          | Tunisie  | 8 min 10 s 76 |       |

### Quarts de finale

#### Quart de finale 1
| Rang | Rameuse                    | Pays             | Temps         | Notes |
| ---- | -------------------------- | ---------------- | ------------- | ----- |
| 1    | Kim Crow                   | Australie        | 7 min 34 s 29 | Q     |
| 2    | Emma Twigg                 | Nouvelle-Zélande | 7 min 39 s 07 | Q     |
| 3    | Marie-Louise Dräger        | Allemagne        | 7 min 52 s 17 | Q     |
| 4    | Debora Oakley Gonzalez     | Mexique          | 8 min 10 s 97 |       |
| 5    | Gabriela Mosqueira Benitez | Paraguay         | 8 min 14 s 36 |       |
| 6    | Soulmaz Abbasi             | Iran             | 8 min 27 s 28 |       |

#### Quart de finale 2
| Rang | Rameuse              | Pays               | Temps         | Notes |
| ---- | -------------------- | ------------------ | ------------- | ----- |
| 1    | Miroslava Knapková   | République tchèque | 7 min 35 s 35 | Q     |
| 2    | Genevra Stone        | États-Unis         | 7 min 39 s 67 | Q     |
| 3    | Frida Svensson       | Suède              | 7 min 40 s 64 | Q     |
| 4    | Sanita Puspure       | Irlande            | 7 min 44 s 19 |       |
| 5    | Yariulvis Cobas      | Cuba               | 7 min 56 s 89 |       |
| 6    | Camila Vargas Palomo | Salvador           | 8 min 07 s 67 |       |

#### Quart de finale 3
| Rang | Rameuse                        | Pays      | Temps         | Notes |
| ---- | ------------------------------ | --------- | ------------- | ----- |
| 1    | Zhang Xiuyun                   | Chine     | 7 min 39 s 58 | Q     |
| 2    | Julia Levina                   | Russie    | 7 min 41 s 28 | Q     |
| 3    | Donata Vištartaitė             | Lituanie  | 7 min 45 s 68 | Q     |
| 4    | Micheen Thornycroft            | Zimbabwe  | 7 min 56 s 66 |       |
| 5    | Lucia Palermo                  | Argentine | 8 min 06 s 47 |       |
| 6    | Phuttharaksa Neegree Rodenburg | Thaïlande | 8 min 16 s 50 |       |

#### Quart de finale 4
| Rang | Rameuse              | Pays         | Temps         | Notes |
| ---- | -------------------- | ------------ | ------------- | ----- |
| 1    | Fie Udby Erichsen    | Danemark     | 7 min 38 s 93 | Q     |
| 2    | Ekaterina Karsten    | Biélorussie  | 7 min 42 s 00 | Q     |
| 3    | Nataliya Mustafayeva | Azerbaïdjan  | 8 min 00 s 26 | Q     |
| 4    | Kim Ye-Ji            | Corée du Sud | 8 min 00 s 26 |       |
| 5    | Haruna Sakakibara    | Japon        | 8 min 12 s 26 |       |
| 6    | Kissya da Costa      | Brésil       | 8 min 12 s 85 |       |

### Demi-finales C/D

#### Demi-finales C/D 1
| Rang | Rameuse                        | Pays      | Temps         | Notes |
| ---- | ------------------------------ | --------- | ------------- | ----- |
| 1    | Sanita Puspure                 | Irlande   | 7 min 51 s 69 | Q     |
| 2    | Kissya da Costa                | Brésil    | 8 min 01 s 64 | Q     |
| 3    | Phuttharaksa Neegree Rodenburg | Thaïlande | 8 min 03 s 91 | Q     |
| 4    | Lucia Palermo                  | Argentine | 8 min 09 s 85 |       |
| 5    | Debora Oakley Gonzalez         | Mexique   | 8 min 14 s 03 |       |
| 6    | Soulmaz Abbasi                 | Iran      | 8 min 30 s 74 |       |

#### Demi-finales C/D 2
| Rang | Rameuse                    | Pays         | Temps         | Notes |
| ---- | -------------------------- | ------------ | ------------- | ----- |
| 1    | Micheen Thornycroft        | Zimbabwe     | 7 min 51 s 02 | Q     |
| 2    | Yariulvis Cobas            | Cuba         | 7 min 54 s 22 | Q     |
| 3    | Camila Vargas Palomo       | Salvador     | 7 min 57 s 22 | Q     |
| 4    | Kim Ye-Ji                  | Corée du Sud | 7 min 59 s 78 |       |
| 5    | Haruna Sakakibara          | Japon        | 8 min 05 s 65 |       |
| 6    | Gabriela Mosqueira Benitez | Paraguay     | 8 min 10 s 15 |       |

### Demi-finales A/B

#### Demi-finales A/B 1
| Rang | Rameuse             | Pays               | Temps         | Notes |
| ---- | ------------------- | ------------------ | ------------- | ----- |
| 1    | Miroslava Knapková  | République tchèque | 7 min 42 s 57 | Q     |
| 2    | Kim Crow            | Australie          | 7 min 44 s 69 | Q     |
| 3    | Ekaterina Karsten   | Biélorussie        | 7 min 44 s 94 | Q     |
| 4    | Julia Levina        | Russie             | 7 min 48 s 95 |       |
| 5    | Donata Vištartaitė  | Lituanie           | 7 min 56 s 05 |       |
| 6    | Marie-Louise Dräger | Allemagne          | 8 min 01 s 05 |       |

#### Demi-finales A/B 2
| Rang | Rameuse              | Pays             | Temps         | Notes |
| ---- | -------------------- | ---------------- | ------------- | ----- |
| 1    | Fie Udby Erichsen    | Danemark         | 7 min 44 s 33 | Q     |
| 2    | Zhang Xiuyun         | Chine            | 7 min 45 s 58 | Q     |
| 3    | Emma Twigg           | Nouvelle-Zélande | 7 min 46 s 71 | Q     |
| 4    | Genevra Stone        | États-Unis       | 7 min 52 s 98 |       |
| 5    | Frida Svensson       | Suède            | 7 min 54 s 52 |       |
| 6    | Nataliya Mustafayeva | Azerbaïdjan      | 8 min 06 s 83 |       |

### Finales

#### Finale E
| Rang | Rameuse              | Pays       | Temps         | Notes |
| ---- | -------------------- | ---------- | ------------- | ----- |
| 1    | Svetlana Germanovich | Kazakhstan | 8 min 37 s 08 |       |
| 2    | Amina Rouba          | Algérie    | 8 min 42 s 23 |       |
| 3    | Racha Soula          | Tunisie    | 8 min 49 s 47 |       |
| 4    | Shwe Zin Latt        | Birmanie   | 8 min 56 s 06 |       |

#### Finale D
| Rang | Rameuse                    | Pays         | Temps         | Notes |
| ---- | -------------------------- | ------------ | ------------- | ----- |
| 1    | Kim Ye-Ji                  | Corée du Sud | 8 min 32 s 57 |       |
| 2    | Gabriela Mosqueira Benitez | Paraguay     | 8 min 34 s 51 |       |
| 3    | Lucia Palermo              | Argentine    | 8 min 40 s 38 |       |
| 4    | Debora Oakley Gonzalez     | Mexique      | 8 min 40 s 70 |       |
| 5    | Haruna Sakakibara          | Japon        | 8 min 42 s 90 |       |
| 6    | Soulmaz Abbasi             | Iran         | 8 min 57 s 98 |       |

#### Finale C
| Rang | Rameuse                        | Pays      | Temps         | Notes |
| ---- | ------------------------------ | --------- | ------------- | ----- |
| 1    | Sanita Puspure                 | Irlande   | 7 min 59 s 77 |       |
| 2    | Micheen Thornycroft            | Zimbabwe  | 8 min 07 s 52 |       |
| 3    | Yariulvis Cobas                | Cuba      | 8 min 14 s 59 |       |
| 4    | Camila Vargas Palomo           | Salvador  | 8 min 19 s 75 |       |
| 5    | Phuttharaksa Neegree Rodenburg | Thaïlande | 8 min 34 s 11 |       |
| –    | Kissya da Costa                | Brésil    |               | DNS   |

#### Finale B
| Rang | Rameuse              | Pays        | Temps         | Notes |
| ---- | -------------------- | ----------- | ------------- | ----- |
| 1    | Genevra Stone        | États-Unis  | 7 min 45 s 24 |       |
| 2    | Donata Vištartaitė   | Lituanie    | 7 min 47 s 94 |       |
| 3    | Julia Levina         | Russie      | 7 min 49 s 22 |       |
| 4    | Frida Svensson       | Suède       | 7 min 56 s 42 |       |
| 5    | Marie-Louise Dräger  | Allemagne   | 8 min 11 s 71 |       |
| 6    | Nataliya Mustafayeva | Azerbaïdjan | 8 min 23 s 64 |       |

#### Finale A
| Rang               | Rameuse            | Pays               | Temps         | Notes |
| ------------------ | ------------------ | ------------------ | ------------- | ----- |
| Médaille d'or      | Miroslava Knapková | République tchèque | 7 min 54 s 37 |       |
| Médaille d'argent  | Fie Udby Erichsen  | Danemark           | 7 min 57 s 72 |       |
| Médaille de bronze | Kim Crow           | Australie          | 7 min 58 s 04 |       |
| 4                  | Emma Twigg         | Nouvelle-Zélande   | 8 min 01 s 76 |       |
| 5                  | Ekaterina Karsten  | Biélorussie        | 8 min 02 s 86 |       |
| 6                  | Zhang Xiuyun       | Chine              | 8 min 03 s 10 |       |

## Sources
- Site officiel de Londres 2012
- (en) Site de la fédération internationale d'aviron
- (en) « Programme des compétitions »(Archive.org • Wikiwix • Archive.is • Google • Que faire ?)